# Turkmenistan Airlines
Turkmenistan Airlines (in turkmeno: Türkmenhowaýollary) è la compagnia aerea di bandiera e l'unica compagnia aerea del Turkmenistan, con sede ad Aşgabat. Fornisce rotte a livello nazionale, internazionale e cargo a partire dal suo hub principale, l'Aeroporto Internazionale di Aşgabat.

## Storia
Turkmenistan Airlines è stata fondata il 4 maggio 1992. Nel 1992, è diventata la prima compagnia aerea dell'ex Unione Sovietica ad acquistare un Boeing 737-300. Nell'aprile 1993, è diventata un membro a pieno titolo dell'Organizzazione internazionale dell'aviazione civile (ICAO). Il primo volo con un Il-76 cargo fu completato il 19 aprile 1993 da Ashgabat a Brest, in Bielorussia.
Dal 2001, la compagnia ha dismesso gradualmente la sua flotta ancora risalente all'epoca sovietica, iniziando a sostituirla introducendo i Boeing 717 ampiamente utilizzati su rotte nazionali fino al loro ritiro. Furono acquistati sette esemplari; il primo è stato presentato al MAKS air show nel 2001. Il 29 aprile 2009, un Boeing 737-700 è stato mostrato ad Ashgabat e il 2 settembre Boeing ha annunciato che Turkmenistan Airlines aveva confermato un ordine per altri tre aeromobili del valore di 192 milioni di dollari. Nel maggio 2009, la compagnia ha aperto l'hotel Lachin ad Ashgabat per i passeggeri in transito. Progettato per 200 ospiti, si trova su Avenue of Neutrality, che collega il centro della città all'aeroporto di Ashgabat. Il 1º luglio 2011, la compagnia ha iniziato a gestire un sistema di biglietteria elettronica per le prenotazioni di tutti i voli.
L'8 maggio 2013 è stato consegnato un Boeing 737-800. Il 3 giugno 2013 è arrivato un quarto Boeing 737-800 e il 18 dicembre 2013 ne è arrivato un quinto.
Nel 2012, la compagnia ha iniziato a stampare la rivista di bordo "Lachin". La rivista è distribuita anche nelle sale delle delegazioni ufficiali e nelle zone VIP degli aeroporti del Turkmenistan. Nello stesso anno, la compagnia ha trasportato 57.500 passeggeri verso 15 destinazioni internazionali e 90.000 passeggeri su rotte nazionali al mese (circa 1,77 milioni di passeggeri all'anno).
Nel gennaio 2013 sono iniziati i voli cargo regolari per Brno, Repubblica Ceca. Nel marzo 2013 è stato aperto un nuovo centro di vendita dei biglietti nella Atatürk Street. Questo edificio ospita 30 uffici commerciali; 17 per i voli nazionali e 13 per le rotte internazionali. Nell'agosto 2013 sono stati avviati i voli regolari per Leopoli e nell'ottobre dello stesso anno i voli per Donetsk e Riga, seguiti a dicembre dal primo servizio di linea verso una destinazione nell'Europa occidentale, Parigi. Nel marzo 2014, Turkmenistan Airlines ha annunciato che avrebbe iniziato i voli a lungo raggio utilizzando i Boeing 777-200LR appena acquisiti. Gli aerei sono utilizzati sui voli per Bangkok, Pechino, Birmingham, Delhi e Istanbul.
Il 4 febbraio 2019, l'Agenzia europea per la sicurezza aerea (EASA) ha sospeso il permesso di Turkmenistan Airlines di volare nell'UE. Ciò ha costretto la compagnia aerea a interrompere le sue rotte verso il Regno Unito, la Francia e la Germania. A dicembre, Turkmenistan Airlines ha ripreso i voli verso i paesi dell'Unione europea dopo una pausa di 10 mesi.

## Flotta

### Flotta attuale

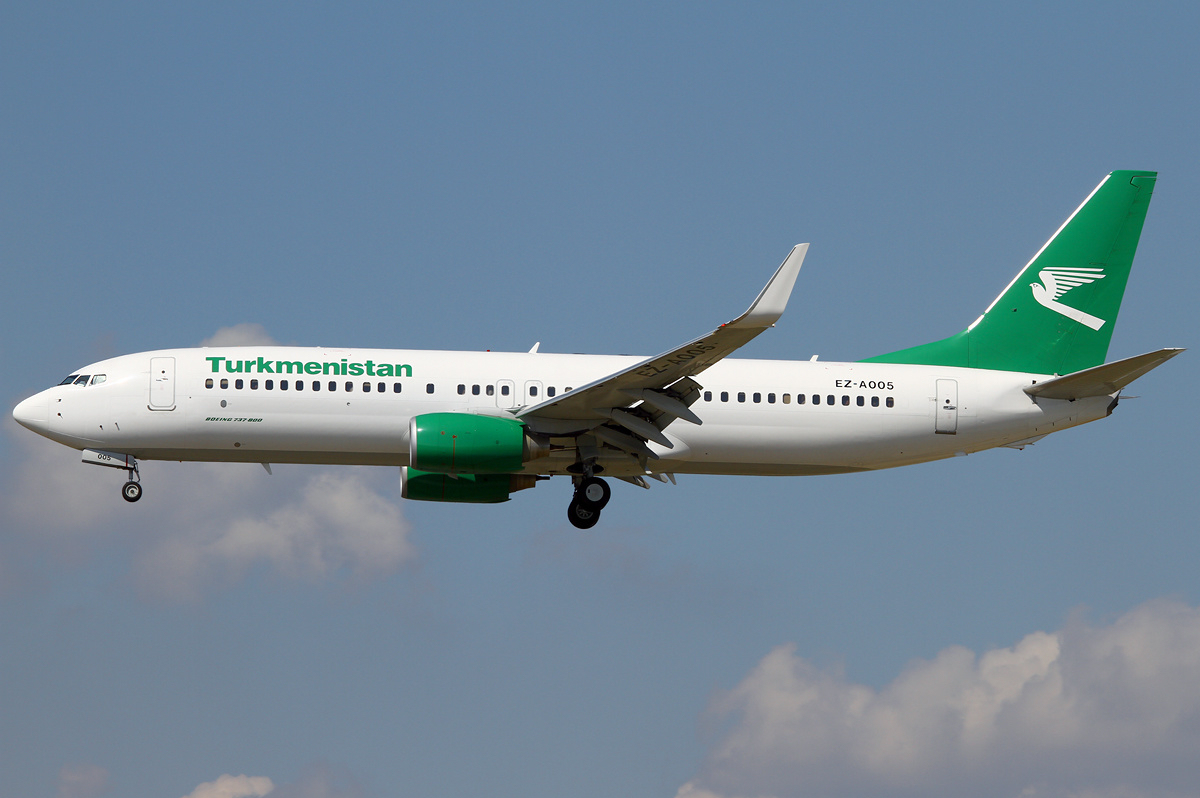
Un Boeing 737-800.

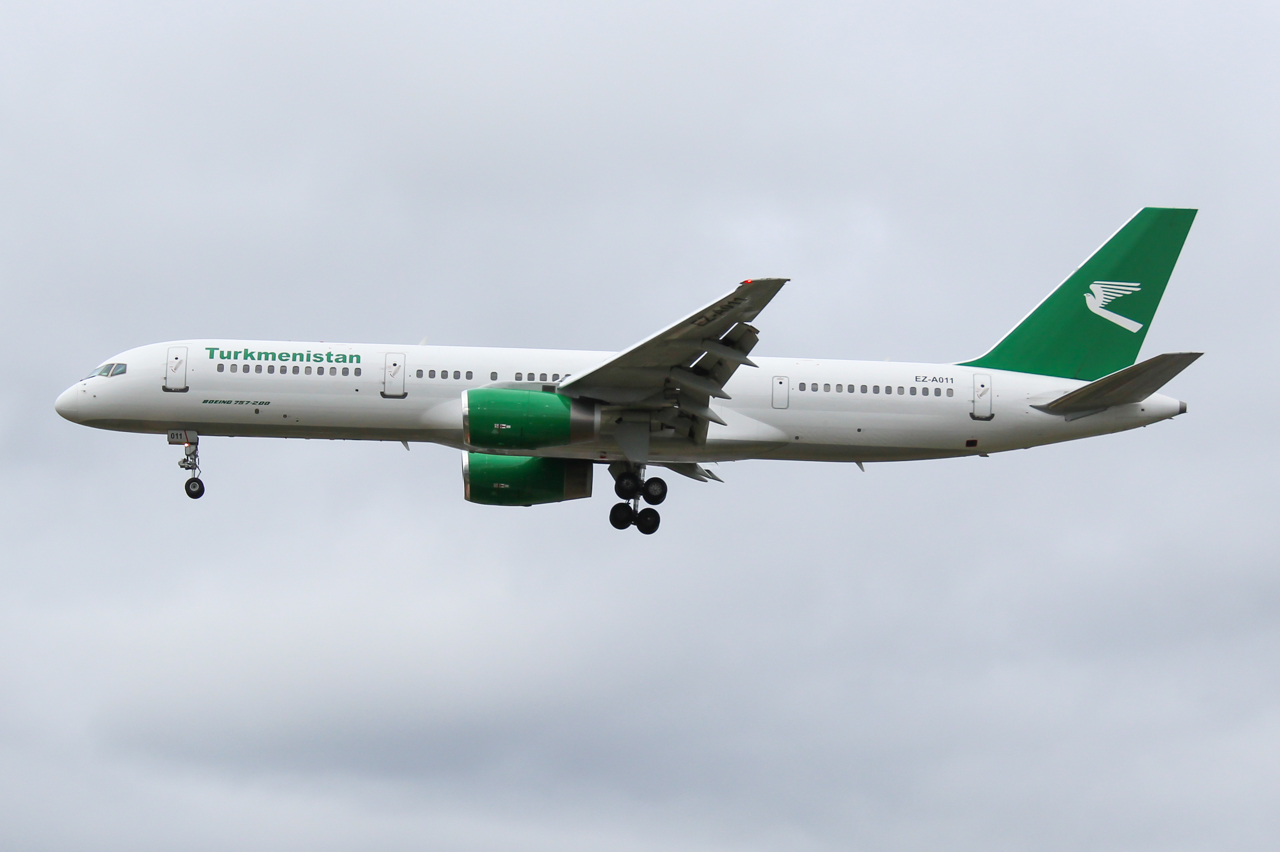
Un Boeing 757-200.

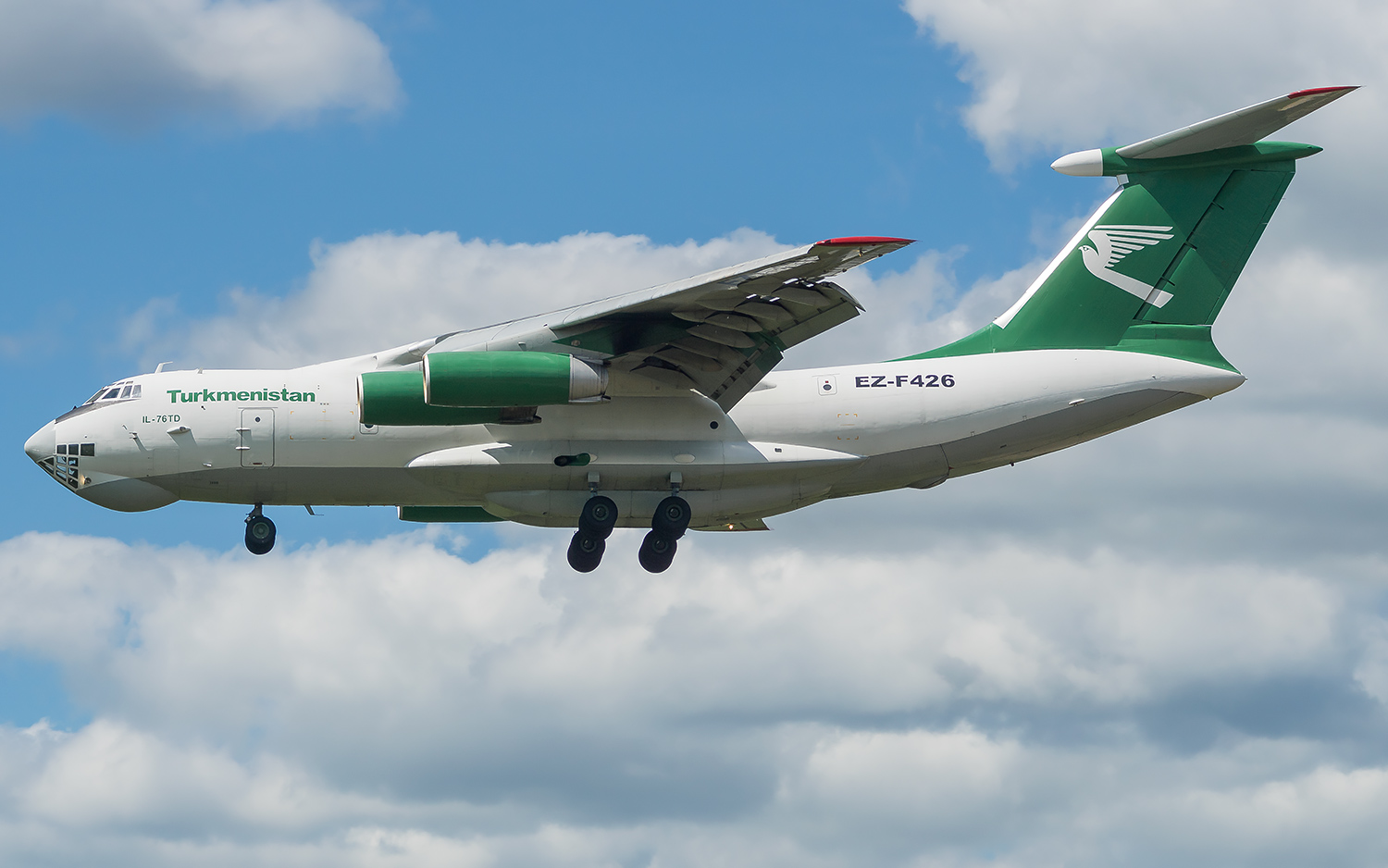
Un Ilyushin Il-76TD.

A maggio 2025 la flotta di Turkmenistan Airlines è così composta:

### Flotta storica
Turkmenistan Airlines operava in precedenza con i seguenti aeromobili:
- Antonov An-24
- Boeing 717-200
- Boeing 737-300
- Boeing 767-300ER
- Tupolev Tu-154
- Yakovlev Yak-40
- Yakovlev Yak-42